# Mount Nukap
Mount Nukap är ett berg i Kanada.   Det ligger i territoriet Nunavut, i den nordöstra delen av landet, 4 100 km norr om huvudstaden Ottawa. Toppen på Mount Nukap är 1 780 meter över havet, eller 600 meter över den omgivande terrängen. Bredden vid basen är 2,9 km.
Terrängen runt Mount Nukap är huvudsakligen kuperad, men åt sydväst är den platt. Trakten runt Mount Nukap är nära nog obefolkad, med mindre än två invånare per kvadratkilometer.. Det finns inga samhällen i närheten.
Trakten runt Mount Nukap är permanent täckt av is och snö.